# Affection (álbum de Lisa Stansfield)
Affection es el primer álbum de la cantante inglesa de pop y soul Lisa Stansfield, publicado en el Reino Unido, en noviembre de 1989, para la discográfica BMG/Arista. Escrito por su marido y colaborador musical Ian Devaney, el excompañero de escuela Andy Morris (quien abandonó su banda en 1993) y la propia Lisa, el disco fue ampliamente aclamado como uno de los más finos álbumes debut de un cantante de soul británico, yendo directo al número dos en el UK Albums Chart.
El LP, con su combinación de pop, soul y dance, llegó a vender casi 5 millones de copias en el mundo. Fue lanzado en múltiples ediciones, en diferentes países y años, con listados de canciones alternativos, incluyendo seis hit singles: "This Is the Right Time" (el cual no está incluido en el original lanzamiento del LP en vinilo), "All Around the World", "Live Together", "What Did I Do to You?" (el cual vino como un EP de 12"), y "You Can't Deny It" (no lanzado en el Reino Unido) y "People Hold On" (su primerísimo mayor éxito, interpretado con Coldcut, también en 1989, pero sólo contenido en la edición remasterizada en disco compacto de 2003). La versión original de Arista Records de 1989 incluye notablemente mixes refinados de varias de las canciones: incluyendo "What Did I Do To You?", "You Can't Deny It", "The Way You Want It" y un remix completamente diferente de, "The Love In Me". 
"All Around the World", el cual llegó al número 1 en el UK Singles Chart, y en al número 3 en el 'Billboard Hot 100 Pop Chart, fue la primera canción de una artista femenina blanca, desde la canción de 1988 de Teena Marie "Ooo La La La" en llegar a la cima del U.S. R&B Chart. "You Can't Deny It", el cual fue sólo lanzado en los E.E.U.U., también encabezó este conteo posterior.

## Sencillos extraídos del álbum
- "This Is the Right Time" (UK #13 – 8 semanas en los British charts - 12 de agosto de 1989)
- "All Around The World" (UK #1 – 14 semanas en los British charts - 28 de octubre de 1989; #1 en el U.S. R&B Chart)
- "Live Together" (UK #10 – 6 semanas en los British charts - 10 de febrero de 1990)
- "What Did I Do to You?" (EP; UK #25 – 4 semanas en los British charts - 12 de mayo de 1990)
- "You Can't Deny It" (nunca lanzado en el Reino Unido - #1 en el U.S. R&B Chart)

más (sólo en la edición remasterizada en CD de 2003)
- "People Hold On" con Coldcut  (UK #11 – 9 semanas en los British charts - 25 de marzo de 1989)

## El EP"What Did I Do to You?"
"What Did I Do to You?", el sencillo de más baja ubicación de los muchos Sencillos extraídos del álbum, fue actualmente lanzado como un EP de 12 ", incluyendo también tres canciones no lanzadas previamente: "My Apple Heart", "Lay Me Down" and "Something's Happenin'", todas ellas añadidas a la edición remasterizada en CD de 2003, también conteniendo el single mix de People Hold On con Coldcut (así como las letras de todas las 17 canciones - el lanzamiento original del álbum de 1989 fue la única grabación de Lisa Stansfield sin incluir algunas letras). Este EP llegó al #25 en los UK charts, haciéndolo el sencillo británico de más baja ubicación del álbum.

### Lista de canciones del EP
1. "What Did I Do to You?" (versión de 7") – 4:18
2. "My Apple Heart" – 4:15
3. "Lay Me Down" – 4:13
4. "Something's Happenin'" – 3:46

## Listas de canciones del álbum

### Versión para Europa/Japón
Todas las canciones en todas las versiones escritas por by Devaney/Morris/Stansfield.
1. "This Is the Right Time" – 4:29 (sólo en el CD/MC - no en el LP en vinilo)
2. "Mighty Love" – 5:11
3. "Sincerity" – 4:47
4. "The Love In Me" – 5:01
5. "All Around the World" – 4:29
6. "What Did I Do to You?" – 4:48
7. "Live Together" – 6:10
8. "You Can't Deny It" – 5:36
9. "Poison" – 4:12
10. "When Are You Coming Back?" – 5:23
11. "Affection" – 5:52
12. "Wake Up Baby" – 3:58 (sólo en el CD/MC - no en el LP en vinilo)
13. "The Way You Want It" – 4:56 (sólo en el CD/MC - no en el LP en vinilo)

### Versión para EE. UU.
1. "All Around the World" – 4:28
2. "Mighty Love" – 5:13
3. "This Is the Right Time" – 4:32
4. "You Can't Deny It" – 4:33
5. "What Did I Do to You?" – 5:54
6. "Affection" – 5:50
7. "Live Together" – 4:37
8. "Sincerity" – 4:50
9. "Love In Me" – 5:00
10. "Poison" – 4:20
11. "When Are You Coming Back?" – 5:17
12. "Wake Up Baby" – 3:53
13. "The Way You Want It" – 4:58

### Versión remasterizada en CD de 2003
1. "This Is the Right Time" – 4:30
2. "Mighty Love" – 5:11
3. "Sincerity" – 4:49
4. "The Love In Me" – 5:00
5. "All Around The World" – 4:25
6. "What Did I Do to You?" (Versión de 7") – 4:18
7. "Live Together" – 6:09
8. "You Can't Deny It" (U.S. Version) – 4:25
9. "Poison" – 4:17
10. "When Are You Coming Back?" – 5:15
11. "Affection" – 5:42
12. "Wake Up Baby" – 3:56
13. "The Way You Want It" – 5:00
14. "People Hold On" (Single Mix) con la participación de Coldcut – 3:57 [bonus track]
15. "My Apple Heart" – 4:15 [bonus track]
16. "Lay Me Down" – 4:13 [bonus track]
17. "Something's Happenin'" – 3:46 [bonus track]

## Producción
- Productores ejecutivos: Tim Parry y Jazz Summers para Big Life Records
- Todas las canciones arregladas, producidas y mezcladas por Ian Devaney y Andy Morris excepto "This Is the Right Time", producido por "Coldcut" y mezclado por Mark Saunders.
- Ingeniería adicional: Felix Kendall & Richard Scott
- Diseño Gráfico: Michael-Nash Association
- Instrumentos, programados por, organizados por - Andy Morris (5), Ian Devaney
- Mezclas por - Andy Morris * (pistas: 1, 2, 4 a 13), Ian Devaney * (pistas: 1, 2, 4 a 13)
- Trompeta Adicional - Stephen Gibson
- Lisa Stansfield - Vocals
- Nick Davies - Dirección de Orquesta
- Steve Porcaro – Teclados, Sintetizadores, Programación
- Michael Boddicker – Teclados, Sintetizadores
- David Foster – Teclados, Sintetizadores
- Steve Lukather – Guitarras
- Anthony Marinelli – Programación del Sintetizador
- Dean Parks – Guitarras
- Mike Brittain - Contrabajo Guitarra
- Stuart Brooks - Trompeta
- Ben Cruft - Violín
- Chris Davis - Saxofón
- Nigel Hitchcock - Saxofón
- Alan Douglas - Ingeniero
- Roger Garland - Violín
- Wilfred Gibson - Violín
- Brian Hawkins - Viola
- John Heley - Chelo
- Ian - Diseño
- Garfield Jackson - Viola
- Paul Kegg - Chelo
- Chris Laurence - Contrabajo Guitarra
- Helen Liebmann - Chelo
- Martin Loveday - Chelo
- Rita Manning - Violín
- Jim McLeod - Violín
- Peter Oxer - Violín
- J. Neil Sidwell - Trombón
- Steve Sidwell - Trompeta
- John Thirkell - Trompeta
- Justin Ward - Viola
- Mark Warner - Ingeniero Asistente
- Barry Wilde - Violín
- Gavyn Wright - Violín
- Tony Pleeth - Chelo
- Marcos Haley - Ingeniero Asistente
- Boguslaw Kostecki - Violín
- Steve Ferrone - Batería
- Paulinho da Costa – Percusión
- Phil Palmer - Guitarras
- Perry Montague-Mason - Violín
- Mike de Saulles - Violín
- Nathan East - Bajo
- Wendy Pederson - Coros
- Tony DeFranco - Coros
- Iliana Holland - Coros
- Darlene Kolden-Hoven - Coros
- Kate Garner - Fotografía

## Información de las listas de éxitos
| Conteo                      | Ubicación |
| --------------------------- | --------- |
| Austria                     | 1         |
| Noruega                     | 6         |
| Suecia                      | 2         |
| Suiza                       | 2         |
| Reino Unido                 | 2         |
| U.S. Top R&B/Hip-Hop Albums | 5         |
| U.S. Billboard 200          | 9         |